# 沢田知久
沢田 知久（さわだ ともひさ、1969年〈昭和44年〉5月5日 - ）は、日本のレコーディング・ミキシングエンジニアである。

## 人物・来歴
- 大阪府高槻市出身で、血液型はAB型。
- 中学時代に同級生だった槇原敬之と知り合い、2人で音楽製作を始めるようになる。
- 高校在学中、槇原がC.M.C名義でラジオ番組『サウンドストリート』に送ったオリジナル曲「HALF」のレコーディングとミキシングのエンジニアを担当した。
- 1990年に大阪写真専門学校（現在のビジュアルアーツ専門学校）卒業後、1995年頃からエンジニアとして本格的に活動を始める。
- 現在まで、槇原をはじめ、多くのミュージシャンのレコーディングやマスタリングのエンジニアを担当している。